# Mickael Mawem
Mickael Mawem (Strasburgo, 3 agosto 1990) è un arrampicatore francese.
È specializzato nel bouldering.

## Biografia
È fratello di Bassa Mawem, anche lui arrampicatore di caratura internazionale.
Il 19 agosto 2019 è stato il primo atleta francese a qualificarsi ai Giochi olimpici estivi di Tokyo 2020 nella disciplina dell'arrampicata.
Il 7 settembre 2019 ha vinto i campionati europei di Zakopane 2019 nella specialità bouldering.
Nell'ottobre 2019 è stato alfiere della Francia ai Giochi mondiali sulla spiaggia di Doha 2019.
Il 4 agosto 2023, all'età di 33 anni, si laurea per la prima volta campione del mondo ai Campionati del mondo di Berna.

## Palmarès
- 2016 :
  - 4º classificato nel bouldering ai Campionati del mondo di arrampicata 2016
- 2018 : 
  - 7º classificato nel combinato ai Campionati del mondo di arrampicata 2018
  - 1º classificato nel combinato ai Campionati di Francia di arrampicata
- 2019 : 
  - 1º classificato nel bouldering ai Campionati europeo di arrampicata 2019 à Zakopane (Polonia)
  - 7º classificato nel combinato ai Campionati del mondo di arrampicata 2019
- 2020 : 
  - 5º classificato ai Giochi Olimpici di Tokyo 2020
- 2023 :
  - 1º classificato nel bouldering ai Campionati del mondo di arrampicata 2023 a Berna